# Ян Янсен (велогонщик)
Ян Янсен (нід. Jan Jansen, 26 лютого 1945) — нідерландський велогонщик.
Срібний призер Олімпійських Ігор 1968 року на тандемах.